# Међународни биро за сузбијање трговине женама и децом
Међународни биро за сузбијање трговине женама и децом (ИБСТВЦ), познат и као само Међународни биро, је била британска организација, основана у Лондону 1899. године. Циљ организације је био борба против трговине људима, посебно онога што се тада називало трговином белим робљем, трговина женама и децом ради проституције. 

## Историја
Међународни биро је основан на конференцији неколико женских организација у Лондону 1899. године. Била је то међународна сестринска асоцијација Британске националне асоцијације за будност, коју је Удружење за моралну и социјалну хигијену (АМСХ) испитивало за борбу против проституције као такве више него за помоћ жртвама трговине људима и правима жена. 
Међународни биро је играо важну улогу у међународној дебати и раду против трговине људима, и организовао је неколико познатих међународних конференција о трговини белим робљем почетком 20. века.  
Једно од главних одредишта за жртве трговине белим робљем биле су јавне куће у Египту којима управљају страни становници. Многе од проститутки и проститутки које су пратиле британске и француске трупе у Цариград током Кримског рата 1850-их отвориле су јавне куће у Порт Саиду у Египту током изградње Суецког канала, а ове јавне куће биле су одредиште за многе жртве белог трговине робљем, пошто су до 1937. године били под заштитом страних конзулата због капитулацијских привилегија и тако заштићени од полиције.  Локални огранак Међународног бироа за сузбијање трговине женама је стога основан у Александрији 1904. и у Порт Саиду 1914. да би се бавио овим питањем.  Међутим, европски конзулати у Египту нису хтели да подрже закон против трговине сексом јер би то сметало привилегијама капитулације, а власници јавних кућа били су најчешћи клијенти конзулата. 